# Graz Giants 2014
Questa voce raccoglie le informazioni riguardanti i Graz Giants nelle competizioni ufficiali della stagione 2014.

## Prima squadra

### Austrian Football League 2014

#### Stagione regolare
| 23 marzo 2014, ore 16:00 CET 1ª giornata | Danube Dragons | 14 – 13 (d.t.s.) (0-0 0-0 0-7 7-0 7-6) | Graz Giants | (1300 spett.) |

| 5 aprile 2014, ore 14:00 CEST 3ª giornata | Graz Giants | 21 – 28 (0-7 7-14 0-7 14-0) | Prague Black Panthers | (1500 spett.) |

| 12 aprile 2014, ore 16:00 CEST 4ª giornata | Prague Black Panthers | 33 – 28 (0-14 0-0 14-14 19-0) | Graz Giants | (500 spett.) |

| 26 aprile 2014, ore 14:00 CEST 5ª giornata | Graz Giants | 51 – 54 (d.t.s.) (0-23 7-14 14-0 23-7 7-10) | Tirol Raiders | (950 spett.) |

| 11 maggio 2014, ore 15:00 CEST 7ª giornata | Vienna Vikings | 6 – 9 (3-3 3-0 0-6 0-0) | Graz Giants | (1350 spett.) |

| 17 maggio 2014, ore 15:00 CEST 8ª giornata | Graz Giants | 37 – 48 (7-7 7-21 10-0 13-20) | Danube Dragons | (2000 spett.) |

| 21 giugno 2014, ore 17:00 CEST 10ª giornata | Tirol Raiders | 36 – 14 (14-0 3-7 7-7 12-0) | Graz Giants | (3175 spett.) |

| 27 giugno 2014, ore 17:00 CEST 11ª giornata | Graz Giants | 13 – 38 (0-7 7-17 6-7 0-7) | Vienna Vikings | (2800 spett.) |

### Statistiche di squadra
| Competizione      | %Vittorie | In casa | In casa | In casa | In casa | In casa | In casa | In trasferta | In trasferta | In trasferta | In trasferta | In trasferta | In trasferta | Totale | Totale | Totale | Totale | Totale | Totale |
| Competizione      | %Vittorie | G       | V       | N       | P       | Pf      | Ps      | G            | V            | N            | P            | Pf           | Ps           | G      | V      | N      | P      | Pf     | Ps     |
| ----------------- | --------- | ------- | ------- | ------- | ------- | ------- | ------- | ------------ | ------------ | ------------ | ------------ | ------------ | ------------ | ------ | ------ | ------ | ------ | ------ | ------ |
| Stagione regolare | .125      | 4       | 0       | 0       | 4       | 122     | 168     | 4            | 1            | 0            | 3            | 64           | 89           | 8      | 1      | 0      | 7      | 186    | 257    |
| Totale            | .867      | 4       | 0       | 0       | 4       | 122     | 168     | 4            | 1            | 0            | 3            | 64           | 89           | 8      | 1      | 0      | 7      | 186    | 257    |

## Seconda squadra

### AFL - Division III 2014

#### Stagione regolare
| 13 aprile 2014 2ª giornata | Graz Giants 2 | 17 – 48 (3-7 7-20 0-15 7-6) | Fürstenfeld Raptors |  |

| 26 aprile 2014 3ª giornata | Styrian Hurricanes | 14 – 28 (7-7 7-13 0-0 0-8) | Graz Giants 2 | (350 spett.) |

| 3 maggio 2014 4ª giornata | Graz Giants 2 | 49 – 0 (21-0 14-0 7-0 7-0) | Carinthian Eagles |  |

| 25 maggio 2014 6ª giornata | Carinthian Eagles | 12 – 51 (6-7 0-30 0-14 6-0) | Graz Giants 2 |  |

| 1º giugno 2014 7ª giornata | Fürstenfeld Raptors | 27 – 30 (d.t.s.) (0-7 7-2 20-7 0-11 0-3) | Graz Giants 2 |  |

| 8 giugno 2014 8ª giornata | Graz Giants 2 | 23 – 0 (13-0 3-0 7-0 0-0) | Styrian Hurricanes |  |

### Statistiche di squadra
| Competizione      | %Vittorie | In casa | In casa | In casa | In casa | In casa | In casa | In trasferta | In trasferta | In trasferta | In trasferta | In trasferta | In trasferta | Totale | Totale | Totale | Totale | Totale | Totale |
| Competizione      | %Vittorie | G       | V       | N       | P       | Pf      | Ps      | G            | V            | N            | P            | Pf           | Ps           | G      | V      | N      | P      | Pf     | Ps     |
| ----------------- | --------- | ------- | ------- | ------- | ------- | ------- | ------- | ------------ | ------------ | ------------ | ------------ | ------------ | ------------ | ------ | ------ | ------ | ------ | ------ | ------ |
| Stagione regolare | .833      | 3       | 2       | 0       | 1       | 89      | 48      | 3            | 3            | 0            | 0            | 109          | 53           | 6      | 5      | 0      | 1      | 198    | 101    |
| Totale            | .833      | 3       | 2       | 0       | 1       | 89      | 48      | 3            | 3            | 0            | 0            | 109          | 53           | 6      | 5      | 0      | 1      | 198    | 101    |